# Ophiomyxa anisacantha
Ophiomyxa anisacantha är en ormstjärneart som beskrevs av Hubert Lyman Clark 1911. Ophiomyxa anisacantha ingår i släktet Ophiomyxa och familjen skinnormstjärnor. Inga underarter finns listade i Catalogue of Life.